# ハワイ教区 (米国聖公会)

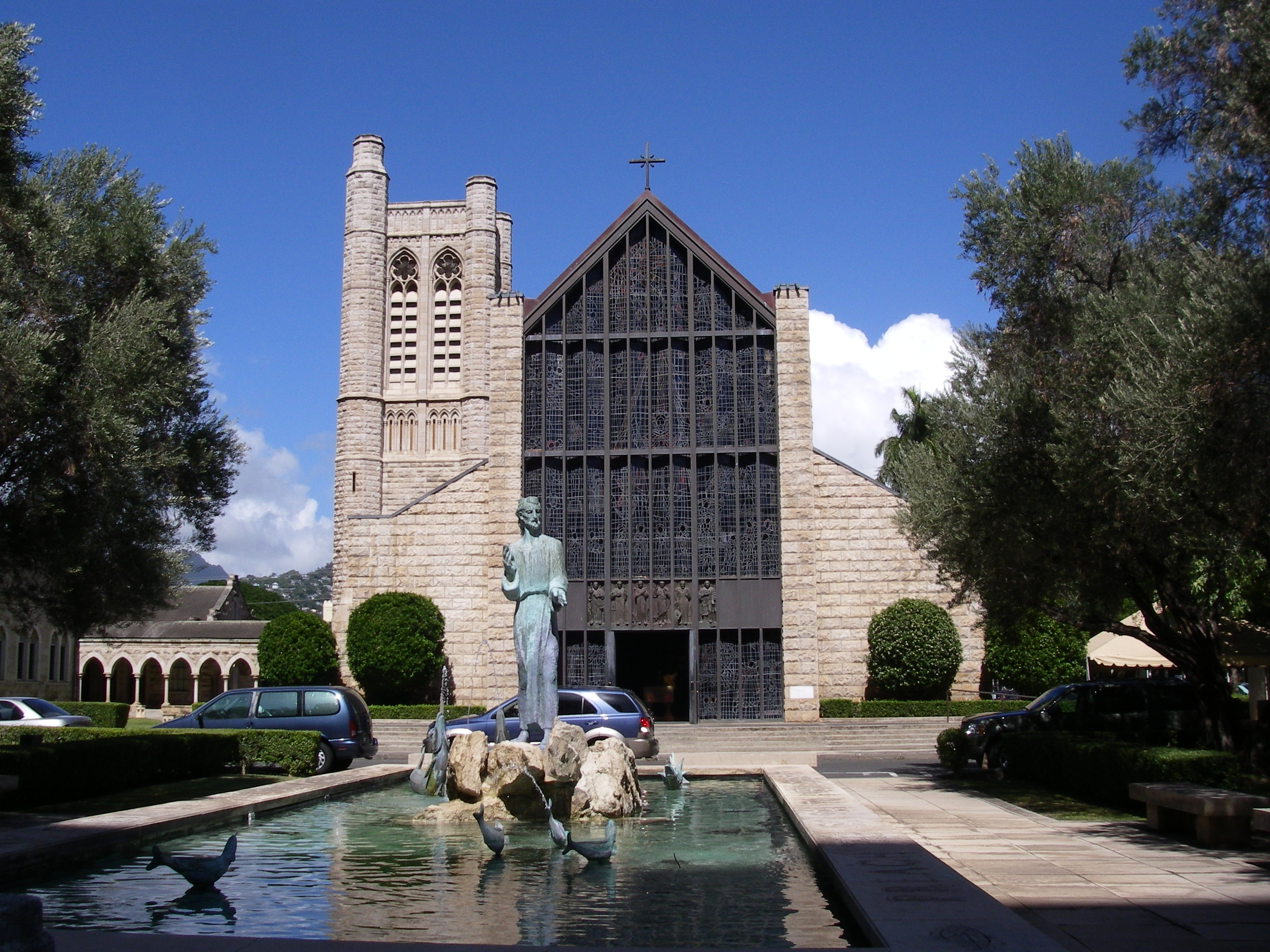
聖アンデレ主教座大聖堂

ハワイ教区（ハワイきょうく、英語: Diocese of Hawaii）は、ハワイ聖公会とも呼ばれる、アメリカ合衆国聖公会の第8管区に属する独立性のある教区で、ほぼハワイ州をカバーしている。

## 概要
米国聖公会ハワイ教区は米国聖公会の第8管区に属する独立性のある教区で、主教座聖堂はハワイ州ホノルルにある聖アンデレ大聖堂にある。現在はRobert "Bob" L. Fitzpatrick主教である。 

## 歴史
ハワイ王国へのキリスト教宣教は1820年のモクアイカウア教会の設立から始まっていて短期間に多くの信者を獲得したが、米国ニューイングランドからの厳格なプロテスタント教派（会衆派教会、改革派教会、エール大学神学部など）が中心であったため、ハワイの伝統を禁止していった。これを憂いたカメハメハ4世と特に王妃エマは1860年にヴィクトリア女王に謁見した際に、世界の各地の伝統を尊重しながら布教していたイギリス国教会（英国聖公会）の布教を頼んだ。翌々年の1862年にはステーリー主教（Thomas Nettleship Staley）が派遣されて、英国聖公会に属するハワイ改革カトリック教会（Hawaiian Reformed Catholic Church）という名称で始まり、その後当時サンドイッチ諸島と呼ばれていたハワイ諸島全体に広まっていった。
その後1898年にハワイ王国がアメリカ合衆国に併合されると、ハワイの聖公会教会は米国聖公会の一部となった。こうした歴史のため、ハワイ聖公会は米国聖公会に属しながら、英国聖公会の伝統も、またハワイ王国の伝統も色濃く残している。

## 教会と施設
ハワイ諸島のほぼ各島に教会と付属施設を設立している。

### オアフ島
- 聖アンデレ大聖堂 (ホノルル)
- St. Andrew's Priory School (女子校)、Queen Emma Preschool (男女共学)、新設のSt. Andrew's Preparatory School for Boys (男子校)
- 聖ペテロ教会 (ホノルル)
- 聖クレメント教会 (マキキ Makiki、St. Clement's Church)
- エマヌエル教会 (カイルア、Emmmanuel Church)

など21教会

### カウアイ島
- 聖ミカエル諸天使教会 (リフエ、St. Michael and All Angels Episcopal Church）

など

### ハワイ島
- 諸聖徒教会 (ヒロ、Church of the Holy Apostles)
- クライスト・チャーチ (コナ、Christ Church, Kona)
- 聖オーガスティン教会 (カパアウ Kapaau、St. Augustine's Church)
- 聖ジェームズ教会 (ワイメア、St James' Church)

### マウイ島
- 聖イノセント教会 (ホオレフア、Holy Innocent's Church）
- 学校：Seabury Hall (6～12学年、Seabury Hall)

### モロカイ島
- グレイス教会（カウナカカイ、Grace Episcopal Church）

など

### ラナイ島
なし

## 礼拝
ハワイ聖公会の礼拝について概略を記す。    

### 祈祷書など
礼拝に使われる祈祷書などはおもに次のものを使っている。
- 米国聖公会祈祷書 (Book of Common Prayer,  1979)
- 聖歌集 (The Hymnal 1982)
- 新改訂標準訳聖書 (New Revised Standard Version)

聖書はこの他のほぼ20種類の聖書を使用可能としている。 

### 日曜礼拝
日曜の礼拝は通常、午前中早くの「The Morning Prayer」と遅くの「The Communion」（聖餐式）付きの2回行われている。
後者の例では、米国聖公会祈祷書の「第二聖餐式文」（Rite 2、現代風）が使われることが多い。聖餐式では「Everybody is welcome to the Lord's table.」（みなさんすべてが主の食卓へどうぞ）と言われる場合がほとんどで、洗礼を受けているいない、堅信を終っているいないにかかわらず、礼拝参加者全員がパンと葡萄酒の聖餐を受ける。参照：日本聖公会の礼拝。
英語中心の礼拝の中で、ハワイ語で歌われる聖歌が2曲あり、それは
- 頌栄（The Hawaiian Doxology） - 献金が終って、聖餐式に入る前に
- 女王の祈り (The Queen's Prayer) - 聖餐式が終って祝祷・散会の直前に

で、楽譜は裏表紙の内側に張り付けてある。ハワイ州では他の教派の教会でもこの慣例を広く行なっている。  

### 牧師の不在時には
ハワイ州では6、7月に学校は夏休みになるので、この期間の数週間は司祭（牧師）が夏休みを取る場合が多い。その際の礼拝は「Morning Prayer」の形式で執事 (キリスト教)（非聖職者）を中心に行われ、「クリソストムの祈り」がよく使われる。 

### Aloha Hour
礼拝後のコーヒーとケーキの会は、ハワイ州では通常「アロハ・アワー」（Ahoha Hour）と呼んでいる。